# باشگاه فوتبال منامه
باشگاه منامه (به عربی: نادی المنامة) یک باشگاه فوتبال در شهر منامه و در کشور بحرین می‌باشد که در لیگ برتر فوتبال بحرین بازی می‌کند.
این باشگاه در سال ۱۹۴۶ میلادی تأسیس شده است.
منامه شش مرتبه به مقام قهرمانی در جام ولیعهد بحرین رسیده است. همچنین این باشگاه یک بار هم به مقام قهرمانی لیگ دسته اول بحرین رسیده است.